# Pfarrkirche St. Nikolaus (Balzers)

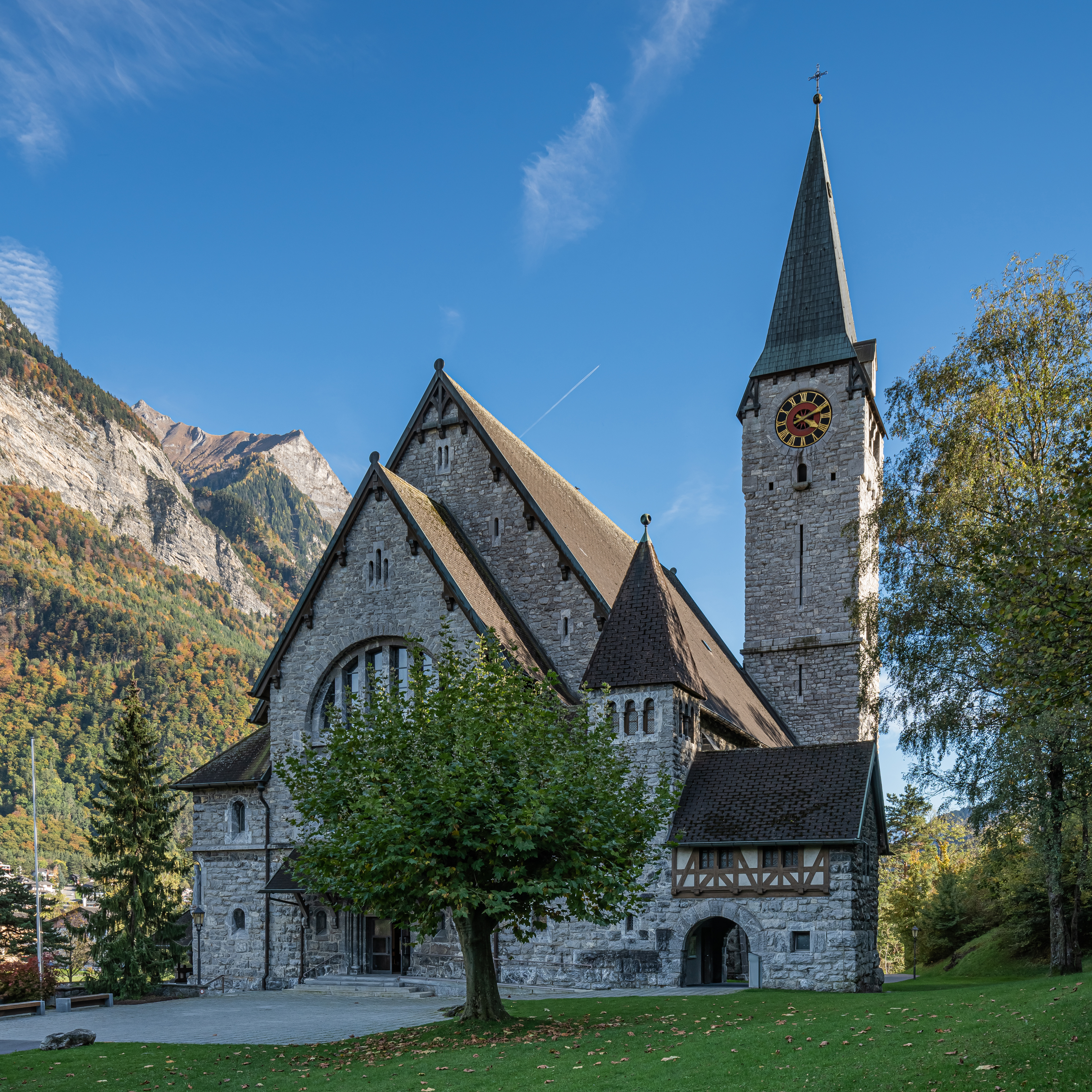
Pfarrkirche St. Nikolaus

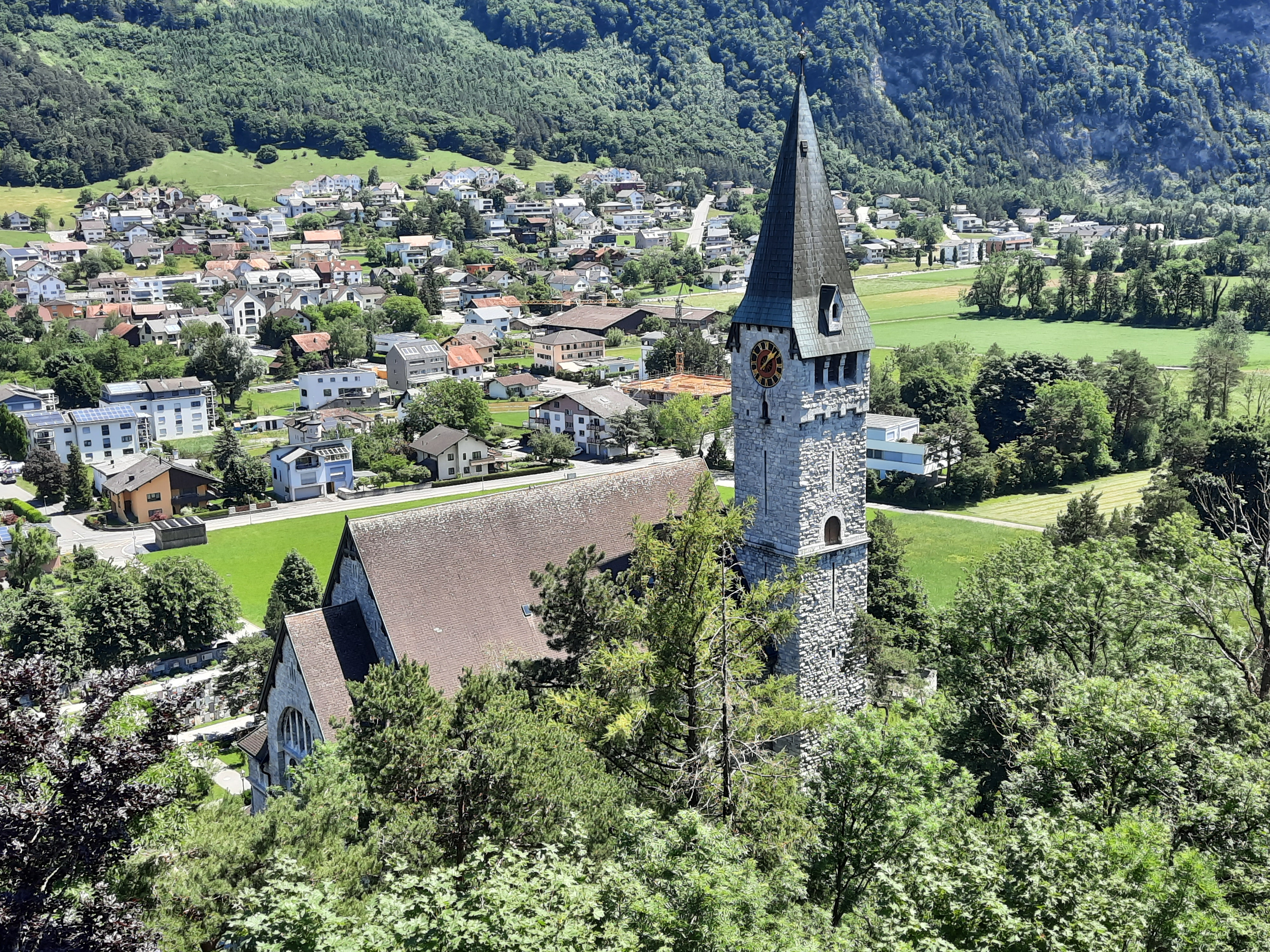
Die Pfarrkirche von der Burg Gutenberg aus gesehen

Die Pfarrkirche St. Nikolaus ist die römisch-katholische Pfarrkirche der Gemeinde Balzers im Fürstentum Liechtenstein. Die dem Nikolaus von Myra geweihte Kirche wurde in den Jahren von 1909 bis 1912 erbaut und ersetzte die alte Pfarrkirche St. Nikolaus.

## Lage
Die (neue) Pfarrkirche St. Nikolaus befindet sich zwischen den beiden Ortsteilen Mäls und Balzers, direkt am Fusse des Burghügels Gutenberg. Zusammen mit der Burg Gutenberg sowie den Gebäuden der Gemeinde (Gemeindeverwaltung und Schulen) bildet sie das Zentrum der Gemeinde Balzers. Das neue Kirchengebäude wurde damit rund 600 Meter südlich von der alten Pfarrkirche St. Nikolaus errichtet. 

## Alte Pfarrkirche St. Nikolaus
Die frühe Geschichte der alten Pfarrkirche ist nur sehr fragmentiert überliefert: Im churrätischen Reichsgutsurbar von 842/843 sind für die Gemeinde Balzers zwei Kirchen erwähnt. Bei einer davon könnte es sich um jene Kapelle bzw. einen Vorgängerbau jener Kapelle handeln, die im Jahr 1305 zur Pfarrkirche erhoben wurde. Welches Patrozinium die Kirche in der frühen Zeit besass, ist dabei nicht bekannt. Mindestens bis Ende des 11. und Anfang des 12. Jahrhunderts ist jedoch nicht von Nikolaus von Myra als Titelheiligem auszugehen.

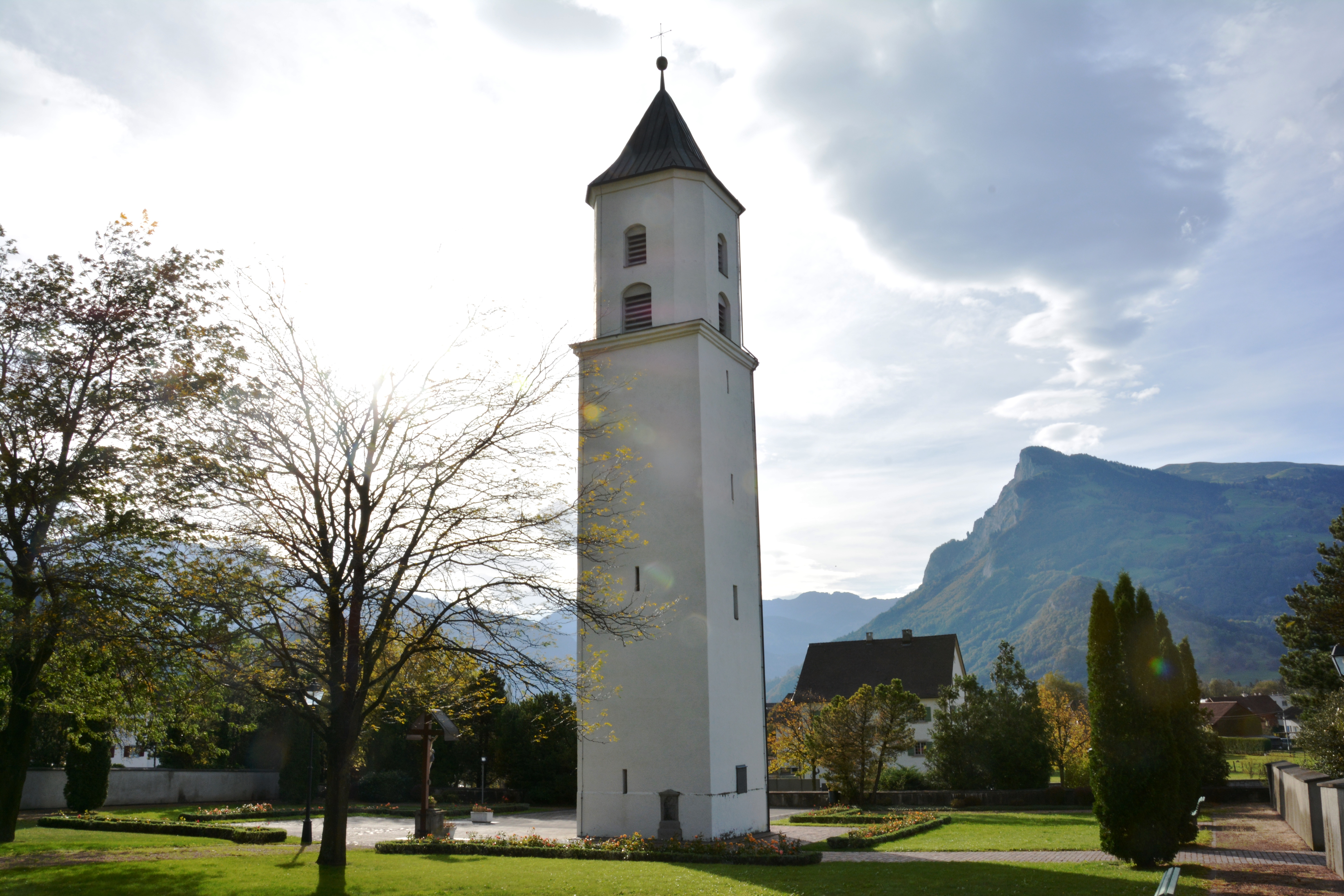
Kirchturm der alten Pfarrkirche

Zweifelsfrei belegt ist hingegen, dass die Pfarrkirche bei einem Dorfbrand im Jahr 1795 – neben 34 Häusern und Pfarrhof – zerstört worden ist. Die Grundsteinlegung der neuen Kirche erfolgte am 2. Mai 1805 und am 25. Juli 1808 wurde die neu errichtete Pfarrkirche zu Ehren des hl. Nikolaus geweiht. Das Kirchengebäude bestand seither aus einem einschiffigen Langhaus und einem dreiseitig geschlossenen Chor.
Das Patronatsrecht übten dabei bis 1824 die Inhaber der Burg Gutenberg aus. Zusammen mit dem Erwerb der Burg übernahm 1824 die Gemeinde Balzers von den Habsburgern das Patronatsrecht und damit die Pflicht, die Pfarrgebäude zu erhalten.
Aufgrund der beschränkten Raumverhältnisse wurde eine Vergrösserung der Pfarrkirche mindestens ab den 1870er Jahren ein Thema. 1904 entschied sich das bischöfliche Ordinariat in Chur jedoch gegen eine Erweiterung und stattdessen für einen Neubau beim Burghügel Gutenberg.
Über die Zukunft der alten Pfarrkirche wurde schliesslich längere Zeit diskutiert. Der Historische Verein für das Fürstentum Liechtenstein hatte beispielsweise die Nutzung der alten Pfarrkirche für die Sammlung von künstlerischen und historischen Gegenständen angeregt. Die Gemeindeversammlung beschloss jedoch im September 1925 den Abbruch der Pfarrkirche. Dieses Vorgehen wurde 1926 auch in einem vom Generalvikariat in Chur beauftragen Gutachten bestätigt: Dieses kam zum Schluss, dass „der Kirchenbau […] des Erhaltens nicht wert“ wäre, es aber gut sei, „wenn der Kirchturm als Wahrzeichen der früheren Kirche stehen bleibt.“ Entsprechend erfolgte noch im Jahr 1926 der Abbruch der alten Pfarrkirche mit Ausnahme des Turms. 
Bestattungen fanden allerdings noch bis ins Jahr 1966 auf dem Areal der ehemaligen Pfarrkirche statt.
1998 wurden schliesslich die letzten Gräber auf dem „Alten Friedhof“ aufgelöst und die alten Grabstätten mit Gusskreuzen sowie Grabsteinen entfernt.

## Neue Pfarrkirche St. Nikolaus

### Geschichte

Luftaufnahme der Gemeinde Balzers mit neuer Pfarrkirche sowie Turm der alten Kirche im Jahr 1927

Die Grundsteinlegung der neuen Pfarrkirche erfolgte nach längeren Diskussionen bezüglich Standort und Finanzierung am 24. Oktober 1909, wobei als Architekt der fürstliche Hofarchitekt Gustav Neumann wirkte. 
Gebaut wurde die Pfarrkirche aus Balzner Marmor, welcher im lokalen Steinbruch gewonnen wurde. Die Maurer- und Steinmetzarbeiten wurden dabei von einem Maurermeister aus Schaan, die Zimmermanns- sowie die Klempnerarbeiten von zwei Unternehmen aus Vaduz und die Dachdeckerarbeiten von einem Dornbirner Handwerker übernommen.
Die Gesamtkosten (ohne Innenausbau) betrugen rund 300‘000 Kronen, wovon das Fürstenhaus etwa 220‘000 Kronen übernahm, während der Rest von der Gemeinde und privaten Stiftern getragen wurde.
Am 12. November 1912 folgte schliesslich die Weihe zu Ehren des hl. Nikolaus. 
Wegen Geldmangel war das Kirchenschiff bei der Weihe mit Ausnahme von provisorischen Bänken und zwei Notaltären jedoch nahezu leer. Stattdessen erfolgten die Ausmalungen im Kirchenschiff und dessen Ausstattung vor allem in den 1930er Jahren.
Zwischen 1971 und 1974 fanden verschiedene Renovationsarbeiten in und ausserhalb der Kirche statt: So wurden beispielsweise die Umgebung mit Friedhof und Parkplätzen neu gestaltet, das Kirchendach neu eingedeckt, aber auch schadhafte Stellen in der Fassade ausgebessert. Zugleich wurde der Innenraum komplett neu verputzt und in einem weissen Farbton gestrichen, sodass die überlebensgrossen Wandmalereien (welche mehrmals abgeändert worden waren) verschwanden. Im Gegenzug sind die im Jahr 1934 – um grosse Wandmalereien gestalten zu können – vermauerten Chorfenster wieder geöffnet worden.
In den Jahren 1981 und 1982 erfolgten weitere Umgestaltungen des Innenraums: So wurden beispielsweise die bestehenden Bänke zum grössten Teil durch Einzelstühle ersetzt, u. a. ein neuer Altartisch, Ambo und Tabernakel angeschafft, im Eingangsbereich wurde ein Windfang aus Glas sowie Metall eingebaut und der Boden in Chor wie auch im Kirchenschiff erhielten einen Plattenbelag aus Porphyr sowie Balzner Marmor.

### Baubeschreibung

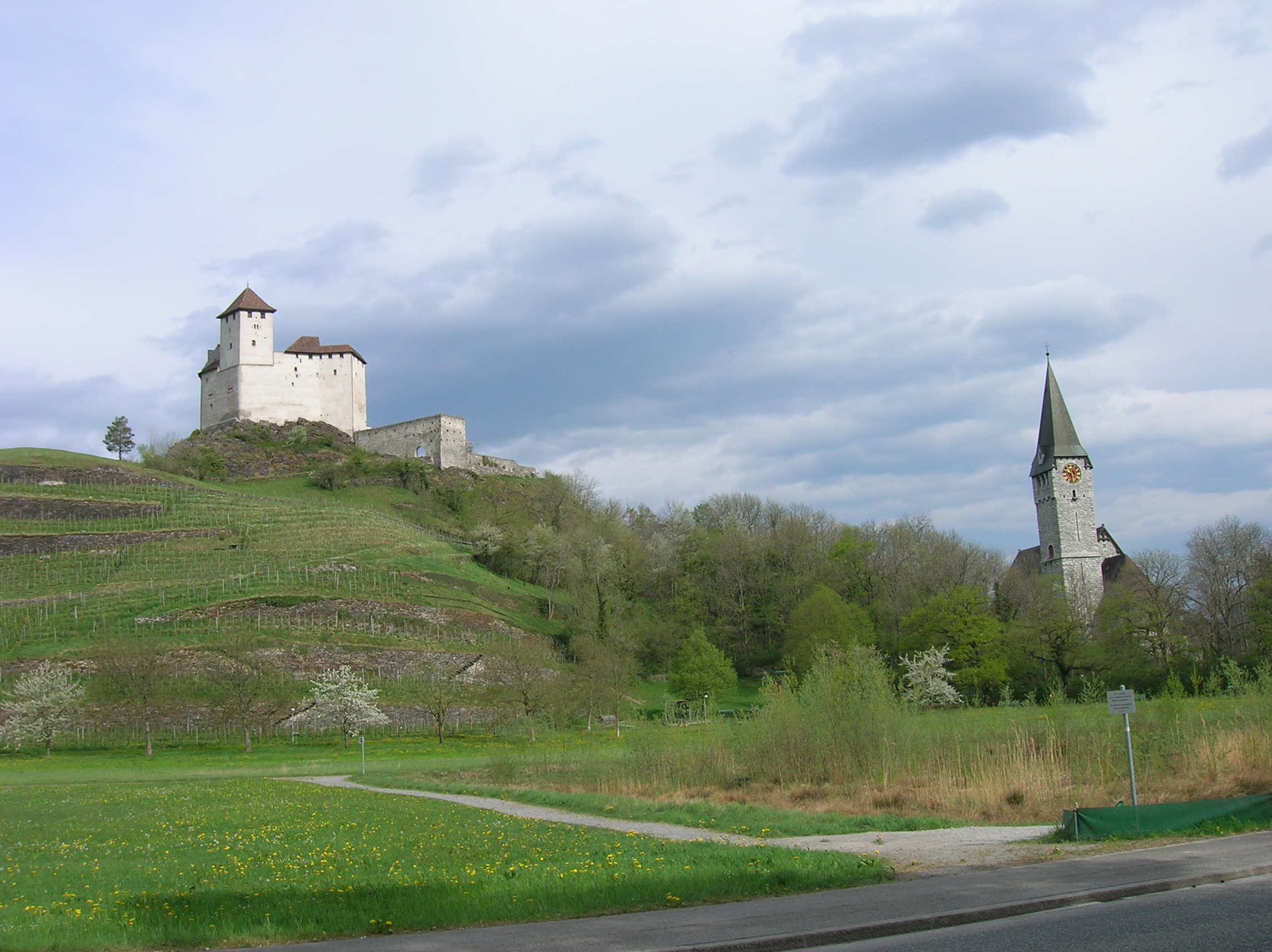
Pfarrkirche St. Nikolaus und Burg Gutenberg aus Richtung Süden

Die neue Pfarrkirche St. Nikolaus ist ein von Formen der Neuromanik geprägter Kirchenbau, welcher in Natursteinmauerwerk (Balzner Marmor) ausgeführt wurde. An die Halle mit hohem Satteldach schliesst sich ein niedrigerer Chor mit apsidialem Abschluss an. An der Ostseite des Chors befindet sich der Anbau der Sakristei und an der Westseite der Kirchturm. 
Der Haupteingang liegt an der Nordseite des Kirchengebäudes, die Pfarrkirche ist aber auch über einen Laubengang an der Ostseite zugänglich. Zudem befindet sich an der Ostseite der Kirche seit 1992 eine Friedhofskapelle.

### Ausstattung

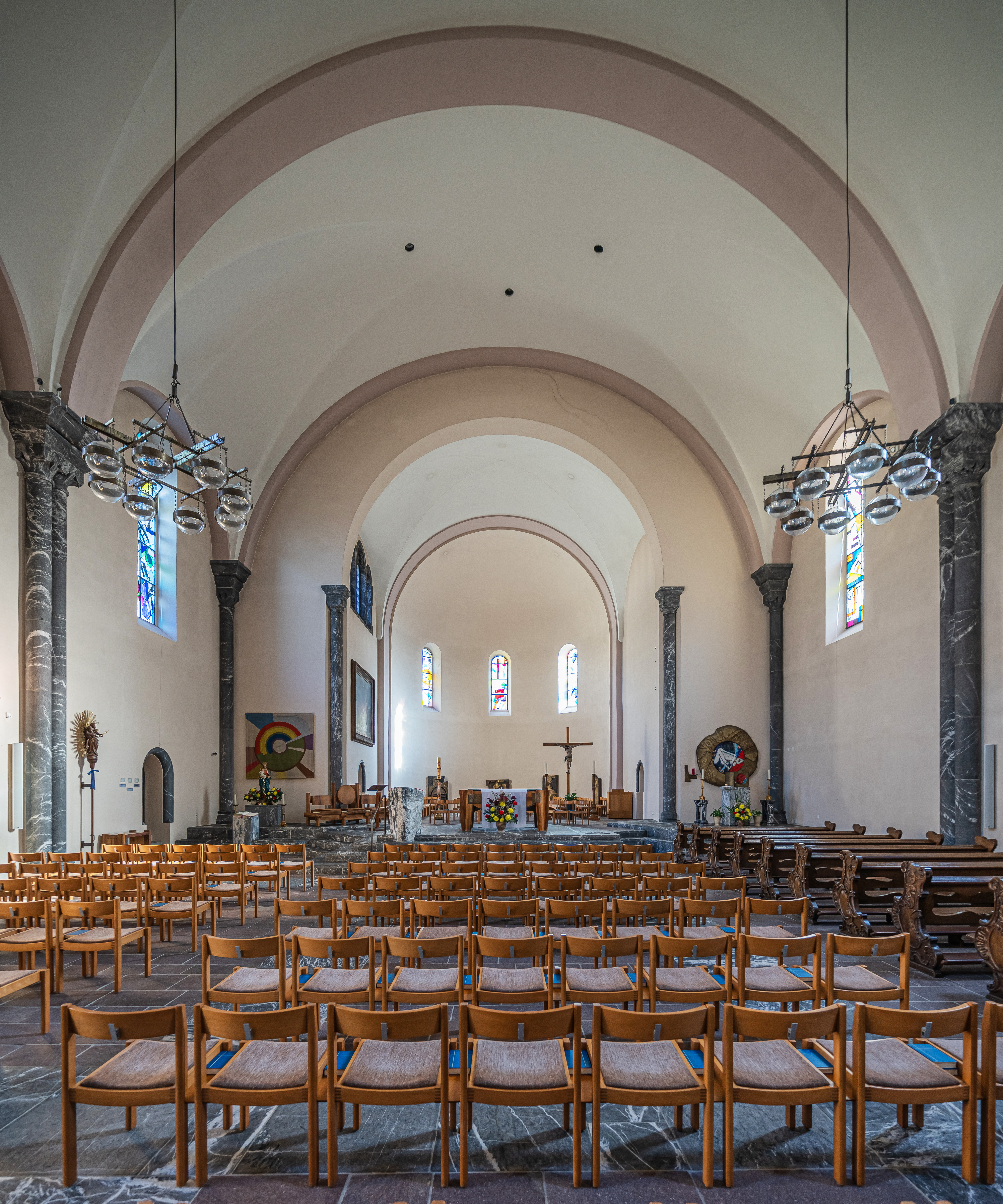
Kirchenschiff der St. Nikolaus

Im Zuge der Renovierungen in den 1970er und 1980er Jahren wurde ein grosser Teil der Innenausstattung verändert: Insbesondere durch die Entfernung der grossflächigen Wandmalereien, aber auch durch eine neue Deckengestaltung sowie durch den Ersatz der meisten Bänke durch Einzelstühle hat das Innere der Kirche ein wesentlich schlichteres Aussehen erhalten.
Ähnliches gilt für den vierbeinigen Altar aus Holz mit einer Mensa aus schwarzem Stein (Altarweihe am 8. Dezember 1982), dem Ambo aus grob bearbeitetem Stein und dem Zelebrantenstuhl aus Holz, welche für eine eher moderne Chorausstattung sorgen.
Andere Objekte stammen hingegen aus der ersten Hälfte des 20. Jahrhunderts. Dazu zählen beispielsweise die Kreuzwegstationen an der Ost- und Westwand des Kirchenschiffes, welche 1914 geweiht worden sind. Zudem wurden einige Ausstattungsgegenstände der alten Pfarrkirche St. Nikolaus in die neue Pfarrkirche übertragen. Hierzu gehören insbesondere zehn Kirchenbänke, welche die vordersten Reihen auf der Westseite bilden.

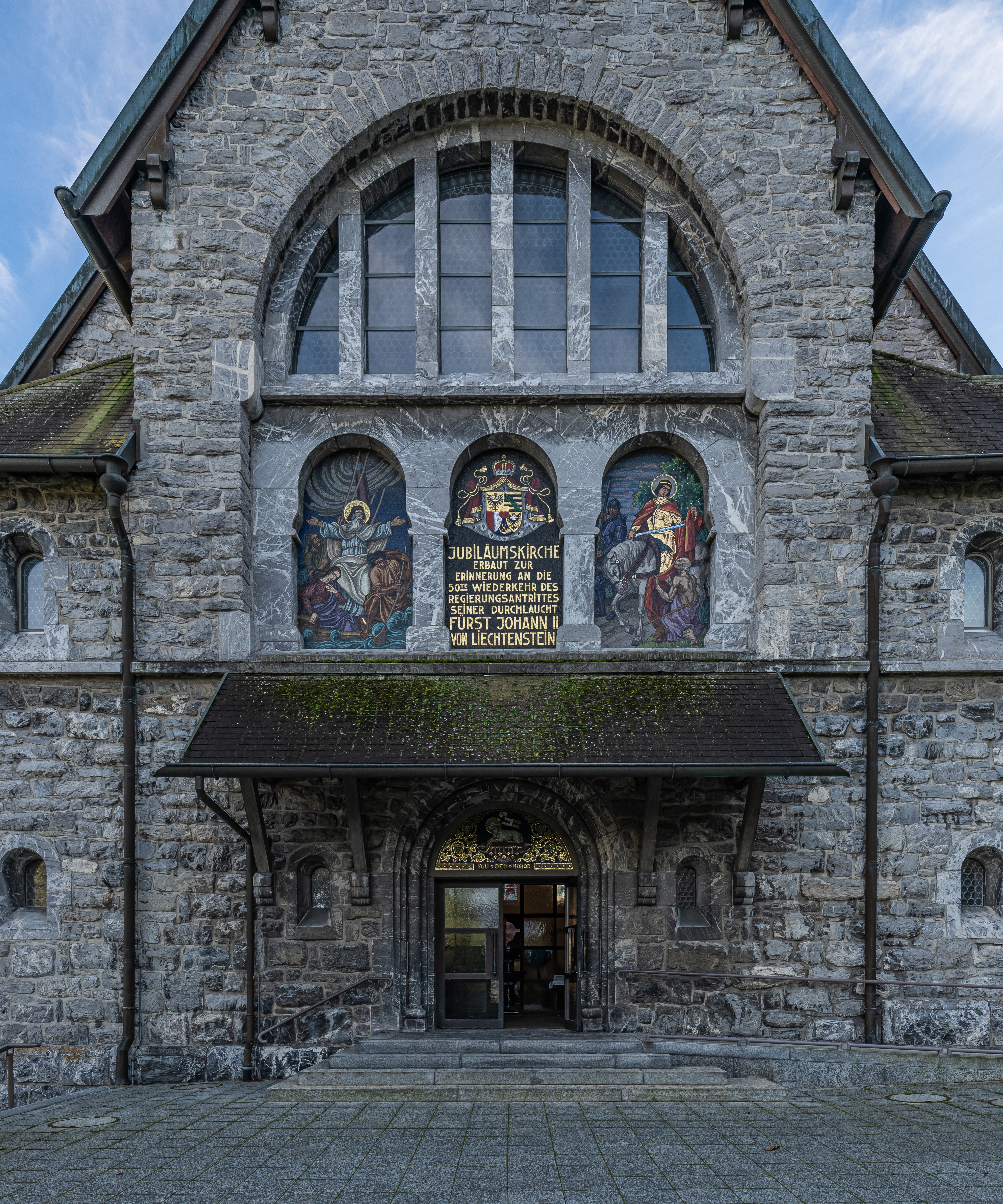
Mosaike beim Haupteingang

Im Aussenbereich besonders augenfällig sind drei Mosaikbilder aus Goldglas und venezianischem Email, welche sich über dem Haupteingang befinden. Diese im Jahr 1928 angebrachten Mosaike zeigen links den hl. Nikolaus als Helfer in Seenot, rechts den hl. Martin zu Pferd mit Bettler – die beiden Patrone der Pfarrei Balzers. Die Mitte hingegen wird dominiert vom Fürsten- und Landeswappen sowie den Worten: „Jubiläumskirche erbaut zur Erinnerung an die 50te Wiederkehr des Regierungsantrittes seiner Durchlaucht Fürst Johann II. von Liechtenstein.“
Entsprechend besitzt die Pfarrkirche St. Nikolaus – zur Erinnerung an das 50-jährige Regierungsjubiläum des Fürsten Johann II. im Jahr 1908 – auch den Beinamen „Fürst-Johann-Jubiläumskirche“.

### Orgel

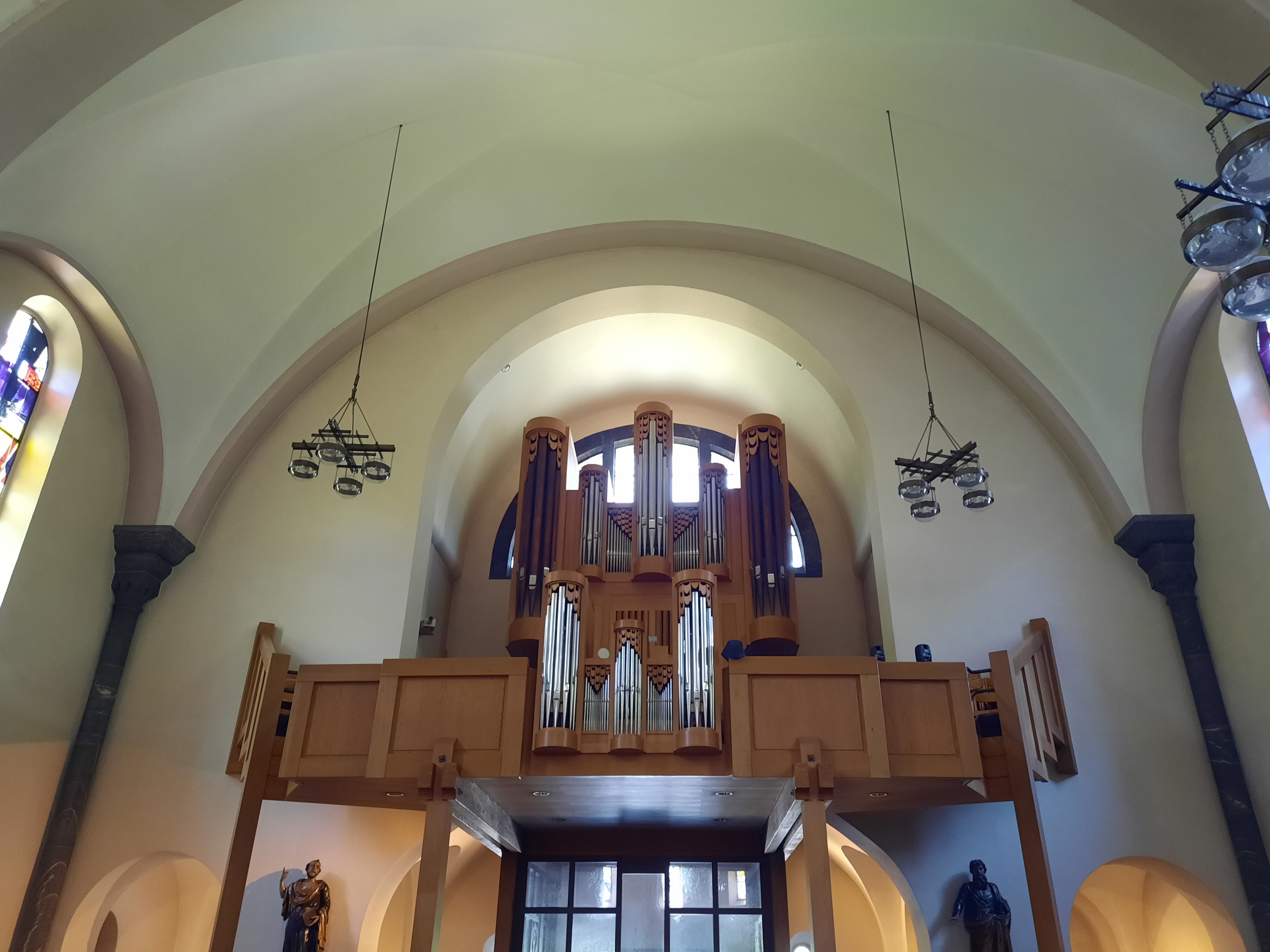
Orgel in der St. Nikolaus

Für die alte Pfarrkirche St. Nikolaus wurde im Jahr 1816 eine Orgel von der Pfarrgemeinde Tschagguns  (Vorarlberg) angekauft. Diese einmanualige  Orgelwerk war 1746 erbaut und 1776 erweitert worden. Im Jahr 1894 erfolgte der Ersatz der Orgel durch eine im Jahr 1874 in der Orgelwerkstatt der Gebrüder Mayer gebauten Orgel – diese stammte dabei aus der Pfarrkirche St. Laurentius in Schaan. Nach dem Bau der neuen Pfarrkirche St. Nikolaus wurde diese Orgel schliesslich in die neue Pfarrkirche übertragen und war dort bis ins Jahr 1949 im Einsatz.
Im Juni 1949 fand dann die Weihe einer zweimanualigen Orgel statt, welche aus der Werkstatt der Gebrüder Späth (Rapperswil) stammte. Für deren Einbau wurde die alte Emporenbrüstung der Pfarrkirche entfernt und eine Eisenbetonkonstruktion eingebaut. Ersetzt wurde diese schliesslich 1982 durch eine neue Orgel mit 32 Registern auf drei Manualen und Pedal der Späth Orgelbau AG (Rapperswil).

### Glocken
Die Pfarrkirche St. Nikolaus besitzt heute ein Geläute von fünf Glocken mit den Schlagtönen As° – c' – es' – f' – as'. Die Glockengiesserei Gebrüder Grassmayr in Feldkirch goss 1912 vier Glocken, wobei die Glocken aus der alten Pfarrkirche in Zahlung gegeben worden waren. Im Oktober 1965 fand schliesslich die Weihe der fünften und grössten Glocke statt, welche aus der Glockengiesserei Karl Czudnochowsky (Erding, Bayern) stammt. Für deren Einbau wurde der Glockenstuhl der Kirche erneuert und eine Stahlkonstruktion eingebaut.